# 森清吉
森 清吉（もり せいきち、1893年（明治26年）5月20日 - 没年不明）は、大正から昭和時代前期の台湾総督府官僚。

## 経歴・人物
石川県江沼郡に生まれる。1920年（大正9年）3月、警察官部甲科卒業。同年5月、台南庁警部補に任ぜられ、のち官制改革により台南州警務部警務課勤務となる。
ついで台南州警部、府地方警視、嘉義署長を経て、1941年（昭和16年）10月、地方理事官に進み、高雄州潮州郡守に就任した。